# Daniel Salamanca Urey
Daniel Salamanca Urey (Cochabamba, 8 de julho de 1869 — Cochabamba, 17 de julho de 1935) foi um político boliviano. Assumiu a presidência de seu país em 5 de março de 1931, permanecendo no cargo até 1º de dezembro de 1934.